# Чехонадских, Мария Александровна
Мари́я Алекса́ндровна Чехона́дских (род. 22 июня 1985, Старый Оскол) — российский арт-критик, теоретик, куратор, редактор.

## Биография
Родилась 22 июня 1985 года в городе Старый Оскол.Окончила Воронежский государственный университет, факультет философии и психологии (2007), магистерскую программу РГГУ факультета истории искусств, отделение культурологии (2009). С 2009 года — редактор Художественного журнала. Была участником Кураторской программы REAL PLAYERS 6-го Берлинской биеннале(Берлин-Варшава 2010). В Институте проблем современного искусства читала курс лекций в рамках Международной летней школы ИПСИ — 2011). С 2012 года — преподаватель по истории и теории искусства в рамках специальной программы «Арт-критика и кураторство художественных выставок» в Институте истории культур «УНИК».
Один из активных создателей Воронежского Центра Современного Искусства.

Инициатор создания Союза творческих работников. Занимается изучением проблем прекаритета и культурного производства.

Живёт и работает в Москве

Мария обладатель незаурядно пытливого ума, а к своей работе в культуре и искусстве относится крайне серьезно и высоко этично. Она не просто мой коллега по редакции "ХЖ", но и единомышленник и соратник.
Темы, над которыми она сейчас работает как теоретик и её подходы к ним, крайне актуальны. Думаю, что, когда результаты этой работы наберут объем, они станут крайне важным словом в отечественной художественной теории.
 Виктор Мизиано, 2012 год.

## Награды и номинации
- 2012 — стипендия Института имени Гёте (Goethe-Institut)
- 2009 — номинант на премию Инновация (конкурс) с проектом «Дальше действовать будем мы» (совм. с Арсением Жиляевым) в номинации «Региональный проект».

## Кураторские проекты
- 2011 — выставка «Ненадежная жизнь» в рамках спецпроектов 4-го Московского биеннале современного искусства[4]Москва, Россия.
- 2009 — проект «Забота».[5] Воронежская область, Россия
- 2009 — «Квартирная выставка»[6](совм. с Арсением Жиляевым и Алексеем Масляевым[7])
- 2009 — проект «Дальше действовать будем мы» (совм. с Арсением Жиляевым). Воронежский центр современного искусства[8], Воронеж, Россия.

## Избранные коллективные проекты
- 2012 — Цикл лекций в рамках проекта «Педагогическая поэма». Кураторы: Арсений Жиляев, Илья Будрайтскис
- 2011 — лекция «Ненадежное сообщество: культурное производство в постсоветском контексте» в рамках групповой выставки «Трудовая книжка» (куратор Арсений Жиляев).
- 2010—2011 — Майский конгресс творческих работников[9]

## Избранные статьи
- «Трудности перевода: прекаритет в теории и на практике»
- «Индустриальные формы жизни: фабрика рабочего и фабрика художника»
- «Практиковать речь в бескомпромиссной парресии»
- «Транзитные зоны ударников культурного производства»
- «Индустриальные формы жизни: фабрика рабочего и фабрика художника»
- «Выстрелы в песок Таус Махачевой»
- «Право иметь право»
- «Before the mass protests»
- "Неформальные отношения и «круг ближней защиты»